# Matthias Brändle
Matthias Brändle (Hohenems, 7 dicembre 1989) è un ex ciclista su strada austriaco, professionista dal 2009 al 2022, ha detenuto il record dell'ora dal 30 ottobre 2014 al 7 febbraio 2015 con la distanza di 51,852 km.

## Carriera
Corridore abbastanza completo, nei primi anni di carriera è stato due volte campione nazionale a cronometro (2009 e 2013). Ha vinto inoltre la classifica a punti al Tour de Romandie 2011, e quella di miglior sprinter sempre al Tour de Romandie due anni dopo.
Nel 2014 ha vinto il suo terzo titolo nazionale a cronometro e, grazie a lunghe fughe, anche due tappe al Tour of Britain. Nella stessa stagione, precisamente il 30 ottobre 2014, ha messo a referto il record dell'ora coprendo la distanza di 51,852 km al velodromo di Aigle e battendo il precedente primato di Jens Voigt; la distanza è stata poi superata il 7 febbraio 2015 dall'australiano Rohan Dennis, con 52,491 km.
Nel 2015 ha vinto una tappa al Tour of Oman e il prologo al Giro del Belgio, mentre nel 2016, oltre a cogliere il secondo posto nella cronometro del Chianti al Giro d'Italia, ha vinto il titolo nazionale sia a cronometro (il quarto per lui) che in linea.

## Palmarès

### Strada
- 2007 (Juniores, cinque vittorie)

1ª tappa Trofeo Karlsberg
Classifica generale Trofeo Karlsberg
2ª tappa OberÖsterreichische Junioren-Radrundfahrt
3ª tappa OberÖsterreichische Junioren-Radrundfahrt
Classifica generale OberÖsterreichische Junioren-Radrundfahrt
- 2009 (Team Elk Haus, una vittoria)

Campionati austriaci, Prova a cronometro
- 2010 (Footon-Servetto, una vittoria)

Internationale Raiffeisen Grand Prix
- 2012 (NetApp, una vittoria)

Grote Prijs Stad Zottegem
- 2013 (IAM Cycling, due vittorie)

Campionati austriaci, Prova a cronometro
Tour du Jura
- 2014 (IAM Cycling, quattro vittorie)

Campionati austriaci, Prova a cronometro
Berner Rundfahrt
5ª tappa Tour of Britain (Exmouth > Exeter)
6ª tappa Tour of Britain (Bath > Hemel Hempstead)
- 2015 (IAM Cycling, due vittorie)

6ª tappa Tour of Oman (Oman Air > Mattrah Promenade)
Prologo Giro del Belgio (Bornem, cronometro)
- 2016 (IAM Cycling, due vittorie)

Campionati austriaci, Prova a cronometro
Campionati austriaci, Prova in linea
- 2017 (Trek-Segafredo, due vittorie)

3ª tappa Giro del Belgio (Beveren, cronometro)
4ª tappa Post Danmark Rundt (Randers, cronometro)
- 2018 (Trek-Segafredo, una vittoria)

Campionati austriaci, Prova a cronometro
- 2019 (Israel Cycling Academy, tre vittorie)

Campionati austriaci, Prova a cronometro
Prologo Tour of Estonia (Tallinn, cronometro)
Prologo Tour of Taihu Lake (Wuxi, cronometro)
- 2020 (Israel Start-Up Nation, una vittoria)

Campionati austriaci, Prova a cronometro
- 2021 (Israel Start-Up Nation, una vittoria)

Campionati austriaci, Prova a cronometro

#### Altri successi
- 2007 (Juniores)

Classifica scalatori Po Stajerski
- 2012 (NetApp)

2ª tappa Settimana Internazionale di Coppi e Bartali (Gatteo, cronosquadre)
- 2013 (IAM Cycling)

Classifica giovani Tour de Luxembourg
Classifica scalatori Tour de l'Ain
- 2017 (Trek-Segafredo)

2ª prova Hammer Sportzone Limburg (Sittard-Geleen, cronosquadre)
- 2021 (Israel Start-Up Nation)

1ª tappa - 2ª semitappa Settimana Internazionale di Coppi e Bartali (Gatteo, cronosquadre)

### Pista
- 2015

Record dell'ora (51,852 km)

## Piazzamenti

### Grandi Giri
- Giro d'Italia

2010: 90º
2012: 111º
2016: ritirato (14ª tappa)
2020: 126º
2021: 130º
2022: 147º
- Tour de France

2015: 156º
- Vuelta a España

2011: 154º
2018: 158º

### Classiche monumento
- Milano-Sanremo

2011: ritirato
2019: 132º
2021: 106º
2022: 83º
- Giro delle Fiandre

2015: ritirato
- Parigi-Roubaix

2015: ritirato
2016: fuori tempo massimo
2017: ritirato
- Liegi-Bastogne-Liegi

2013: 94º
- Giro di Lombardia

2013: ritirato
2014: 92º

### Competizioni mondiali
- Campionati del mondo

Spa 2006 - In linea Juniors: 109º
Spa 2006 - Cronometro Juniors: 37º
Varese 2008 - Cronometro Under-23: 29º
Mendrisio 2009 - In linea Under-23: 9º
Mendrisio 2009 - Cronometro Under-23: 31º
Copenaghen 2011 - In linea Under-23: 24º
Copenaghen 2011 - Cronometro Under-23: 12º
Limburgo 2012 - In linea Elite: 106º
Toscana 2013 - Cronometro Elite: 37º
Toscana 2013 - In linea Elite: ritirato
Ponferrada 2014 - Cronometro Elite: 35º
Ponferrada 2014 - In linea Elite: 53º
Richmond 2015 - Cronosquadre: 13º
Richmond 2015 - Cronometro Elite: 16º
Bergen 2017 - Cronosquadre: 12º
Innsbruck 2018 - Cronosquadre: 7º
Innsbruck 2018 - Cronometro Elite: 26º
Yorkshire 2019 - Cronometro Elite: 40º
Imola 2020 - Cronometro Elite: 27º

### Competizioni europee
- Campionati europei

Valkenburg 2006 - Cronometro Juniores: 44°
Valkenburg 2006 - In linea Juniores: 38°
Sofia 2007 - Cronometro Juniores: 21°
Verbania 2008 - Cronometro Under-23: 21°
Hooglede-Gits 2009 - Cronometro Under-23: 36°
Plumelec 2016 - Cronometro Elite: 21º
Herning 2017 - Cronometro Elite: 4º
Glasgow 2018 - Cronometro Elite: 23º
Alkmaar 2019 - Cronometro Elite: 16º